# Adam McKay
Adam McKay (ur. 17 kwietnia 1968 w Filadelfii) – amerykański reżyser, scenarzysta, komik i producent filmowy. Laureat Oscara za najlepszy scenariusz adaptowany.

## Życiorys
Karierę rozpoczynał jako komik, występował m.in. w Saturday Night Live. Wyreżyserował kilka komedii z Willem Ferrellem w roli głównej, do których wspólnie napisali scenariusze. Obaj są właścicielami wytwórni filmowej Gary Sanchez Productions.
W 2016 wraz z Charlesem Randolphem otrzymał Oscara za najlepszy scenariusz adaptowany za film Big Short.
W 2018 wyreżyserował Vice, wielokrotnie nagradzaną biografię amerykańskiego wiceprezydenta Dicka Cheneya.
Od 1999 żonaty z Shirą Piven, mają dwoje dzieci.

## Filmografia
Jako reżyser:
- Legenda telewizji (2004)
- Wake Up, Ron Burgundy: The Lost Movie (2004, telewizyjny)
- Ricky Bobby – Demon prędkości (2006)
- Bracia przyrodni (2008)
- Policja zastępcza (2010)
- Legenda telewizji 2: Kontynuacja (2013)
- Big Short (2015)
- Vice (2018)
- Nie patrz w górę (2021)